# Phalacrotophora pruinosa
Phalacrotophora pruinosa är en tvåvingeart som beskrevs av Borgmeier 1934. Phalacrotophora pruinosa ingår i släktet Phalacrotophora och familjen puckelflugor. Inga underarter finns listade i Catalogue of Life.